# 대니 록킨

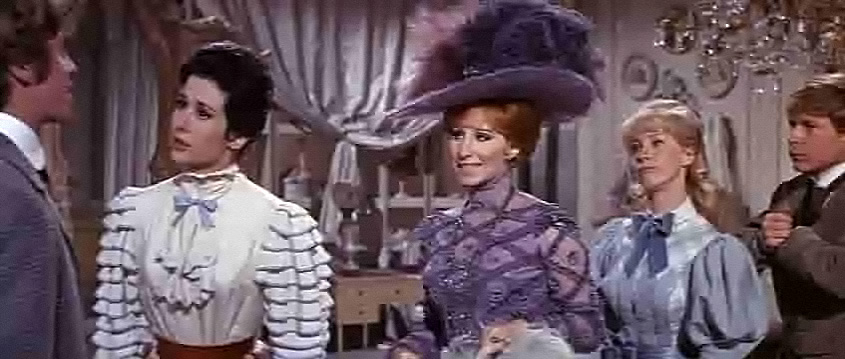

대니 록킨(Daniel Joseph Lockin, 1943년 7월 13일 ~ 1977년 8월 21일)은 미국의 배우, 댄서, 연극 배우, 텔레비전 배우이다.
라나이섬에서 태어났으며 애너하임에서 사망하였다. 캘리포니아주에 매장되었다.

## 영화
- 헬로 돌리 (1969년)
- 집시 (1962년)